# Франческо Панетта
Франческо Панетта (італ. Francesco Panetta; нар. 10 січня 1963) — італійський легкоатлет, який спеціалізувався в стипль-чезі та бігу на довгі дистанції.

## Спортивні досягнення
Фіналіст олімпійських змагань з бігу на 3000 метрів з перешкодами (1988). Учасник змагань з бігу на 10000 метрів та 3000 метрів з перешкодами на Олімпіаді-1984, на яких не вдалось потрапити до фінальних забігів.
Чемпіон світу з бігу на 3000 метрів з перешкодами (1987). Фіналіст (8-е місце) з бігу на 3000 метрів з перешкодами на чемпіонаті світу-1991.
Срібний призер з бігу на 10000 метрів на чемпіонаті світу (1987). Фіналіст (6-е місце) з бігу на 10000 метрів на чемпіонаті світу-1993.
Срібний призер чемпіонату світу з кросу в командному заліку юніорської вікової категорії (1982, 6-е місце в індивідуальному заліку). Багаторазовий учасник чемпіонату світу з кросу в дорослій віковій категорії (найкраще місце в індивідуальному заліку — 10-е у 1984).
Чемпіон Європи (1990) та срібний призер чемпіонату Європи (1986) з бігу на 3000 метрів з перешкодами. Фіналіст (8-е місце) з бігу на 3000 метрів з перешкодами на чемпіонаті Європи-1994.
Переможець з бігу на 10000 метрів (1989, 1994) та 3000 метрів з перешкодами (1987) на Кубках Європи. Срібний призер з бігу на 10000 метрів (1991, 1993) та 3000 метрів з перешкодами (1993) на Кубках Європи.
Багаторазовий чемпіон Італії з бігу на 5000 метрів (1987), 10000 метрів (1986), 3000 метрів з перешкодами (1985, 1988) та кросу (1987—1992).